# بول هيرمان
بول هيرمان (بالألمانية: Paul Hermann)‏ (و. 1646 – 1695 م) هو رسام نباتي، وعالم نبات، وأستاذ جامعي من ألمانيا . ولد في هاله.
توفي في ليدن ، عن عمر يناهز 49 عاماً.

## مناصب وهيئات
أدار جامعة ليدن.